# Touch and Go
I Touch and Go sono un gruppo musicale britannico di musica pop e jazz, fondato nel 1998.
Sono famosi soprattutto per la hit Would You...?, brano che ha scalato le classifiche di tutta Europa e che è stata utilizzata da alcune marche (Sanpellegrino, Carlsberg e Nokia) come sottofondo per la pubblicità.
Anche il successivo singolo, Straight to... Number One, è stato usato come colonna sonora dello spot della Apple e come sigla del programma televisivo Queer as Folk.
I primi due singoli, insieme al terzo So Hot, erano inclusi nel primo e unico album del gruppo, I Find You Very Attractive, il cui titolo è tratto da una frase del primo singolo.
Successivamente il gruppo ha continuato la sua attività interpretando i singoli di successo in diversi tour.

## Formazione

### Membri
- Vanessa Lancaster
- James Lynch

### Produttori
- David Lowe
- Charlie Gillett
- Gordon Nelki

## Discografia

### Album
- 1999 - I Find You Very Attractive

### Singoli
- 1998 - Would You...?
- 1999 - Straight to... Number One
- 2000 - So Hot